# Cai Xukun
Cai Xukun (chino= 蔡徐坤), es un popular cantante, actor, rapero, bailarín y compositor chino. El nombre de sus fanáticos es ikun (en chino=爱坤).

## Biografía
De joven estudió en el "Grace Brethren High School" en California.

## Carrera
En julio del 2018 estableció su estudio personal "Cai Xukun Studio" para gestionar sus relaciones con los artistas. Previamente fue miembro de la agencia "Shanghai Yihai Entertainment".

### Televisión
En 2015 se unió a la primera temporada del programa de concurso Super Idol donde participó, logrando debutar con el grupo final "SWIN-S". Con quien debutó el 14 de octubre de 2016 junto a Zhao Pin Lin, Liu Ye, Yu Geng Yin, He Yi Fan y Wu Mu Ti. En el grupo tuvo el puesto de rapero y bailarín, hasta que lo abandonó.
El 19 de enero del 2018 se unió a la primera temporada del reality show Idol Producer donde logró quedar en el primer lugar y ganar un lugar en el grupo final "NINE PERCENT" (百分九少年). Desde el 13 de noviembre del mismo año forma parte del grupo junto a Fan Chengcheng, Justin Huang, Zhu Zhengting, You Zhangjing, Wang Linkai (Xiao Gui), Chen Linong, Lin Yanjun y Wang Ziyi, donde tiene el puesto de líder y centro.
El 12 de abril del mismo año obtuvo su primer papel principal en una serie de televisión cuando se unió al elenco de I Won't Get Bullied By Girls (我才不会被女孩子欺负呢) donde interpretó a Ye Lin, un joven estudiante con un fuerte carácter que es intimidado sin piedad por las jóvenes de su escuela, quienes en realidad están enamoradas de él, hasta el final de la serie el 3 de mayo del mismo año.

### Música
El 2 de agosto del 2018 lanzó su primer EP 1 en China. El EP fue un éxito comercial, cada una de las canciones encabezó las listas de música en China. La primera pista "Pull Up" rompió 7 récords en YinYueTai, también rompió 10 récords y alcanzó el número 1 en cuatro listas musicales de QQ Music. El video musical de la pista, el cual fue editado por el propio Kun, recibió 10 millones de "me gusta" y más de 100 millones de acciones en Weibo. 
Posteriormente, el 23 de agosto lanzó otro sencillo en inglés titulado "Wait Wait Wait", que rápidamente dominó las listas de música en China.
El 13 de noviembre del mismo año debutó con el grupo "NINE PERCENT" (百分九少年) junto a Fan Chengcheng, Justin Huang, Zhu Zhengting, You Zhangjing, Wang Linkai (Xiao Gui), Chen Linong, Lin Yanjun y Wang Ziyi, donde tiene el puesto de líder y centro. En agosto del 2019 se anunció que el último concierto del grupo antes de deshacerse sería realizado en octubre del mismo año.
El 18 de febrero del 2019 Kun lanzó su primer sencillo chino "No Exception" (意外). Dos semanas después anunció su primera gira en solitario "Kun One North America / U.K. Tour 2019", la cual empezaría a principios de abril.
Coescribió las letras de "Rule Breaker" y "Good Things", dos de las canciones del álbum To the NINEs del grupo "NINE PERCENT".
En 2021 sacó su canción “Lover” que fue un éxito, con millones de reproducciones y ganando premios por ello.
En 2023, después de un escándalo con una chica anónima con la que mantuvo relaciones sexuales el artista. Cai Xukun fue sustituido del elenco de Keep Running.

## Filmografía

### Series de televisión
| Año  | Título                       | Personaje | Notas        |
| ---- | ---------------------------- | --------- | ------------ |
| 2018 | I Won't Get Bullied By Girls | Ye Lin    | 24 episodios |

### Películas
| Año  | Título                   | Personaje             | Notas                                                       |
| ---- | ------------------------ | --------------------- | ----------------------------------------------------------- |
| 2019 | Big Shots                | Adicto al Celular     | (corto de GQ China)                                         |
| 2014 | Lock Me Up, Tie Him Down | Huo Ke (de joven)     | junto a He Jiong, Vivian Hsu, Jiang Mengjie y Michelle Chen |
| 2012 | Half a Fairytale         | Du Yu Feng (de joven) | junto a Lee Joon-hyuk                                       |

### Programas de variedades
| Año         | Programa                                | Notas                                            |
| ----------- | --------------------------------------- | ------------------------------------------------ |
| 2020 - 2023 | Keep Running                            | miembro                                          |
| 2020        | Sisters Who Make Waves (乘风破浪的姐姐) | invitado                                         |
| 2020        | Youth With You 2                        | representante de la juventud                     |
| 2018, 2020  | Happy Camp                              | 4 episodios - (ep. #1028, 1045, 1047) - invitado |
| 2019        | Youth With You                          | representante de la juventud                     |
| 2019        | Meeting Temple of Heaven                | (ep. #1) - invitado                              |
| 2018        | Idol Hits                               | (ep. #1) - invitado                              |
| 2018        | Day Day Up (天天向上)                   | invitado                                         |
| 2018        | Idol Producer                           | 1.er. lugar - concursante                        |
| 2016        | Super Idol Season 2                     | 3.er lugar - concursante                         |
| 2015        | Super Idol Season 1                     | miembro de "RED-X" - concursante                 |

### Reality show
| Año  | Programa                          | Notas                          |
| ---- | --------------------------------- | ------------------------------ |
| 2019 | More Than Forever                 | miembro - junto a NINE PERCENT |
| 2018 | Nine Percent: Flower Road Journey | miembro - junto a NINE PERCENT |

### Presentador
| Año  | Título                                  | Notas  |
| ---- | --------------------------------------- | ------ |
| 2020 | Youth With You (Qing Chun You Ni 2)     | [ 11 ] |
| 2019 | Cai Xukun's Unfinished (蔡徐坤的未完成) |        |

### Endosos / Anuncios
| Año   | Título              | Notas             |
| ----- | ------------------- | ----------------- |
| 2021- | Anmuxi China        | (portavoz)        |
| 2021- | Pepsi China         | (portavoz)        |
| 2020- | Givenchy Makeup     | (portavoz)        |
| 2020- | Anmuxi Greek Yogurt | (portavoz global) |
| 2019- | Levi's              |                   |
| 2019  | Prada               | (portavoz)        |
| 2018  | YOSEIDO             |                   |

### Revistas / sesiones fotográficas
| Año  | Título                                                      | Notas                                                      |
| ---- | ----------------------------------------------------------- | ---------------------------------------------------------- |
| 2020 | Marie Claire China                                          | (publicación de octubre)                                   |
| 2020 | Variety China X Keep Running                                | junto a Li Chen, Zheng Kai, Guo Qilin, Sha Yi y Angelababy |
| 2020 | Bazaar Men China                                            | (publicación de mayo)                                      |
| 2020 | Wonderland China                                            |                                                            |
| 2020 | Prada                                                       |                                                            |
| 2020 | 2019 Weibo Awards Ceremony: Thematic Poster - Weibo Fantasy |                                                            |
| 2020 | T Magazine                                                  | (publicación de enero)                                     |
| 2020 | GQ China                                                    | (publicación de enero)                                     |
| 2019 | Esquire Fine                                                | (publicación #3)                                           |
| 2019 | Esquire China                                               | (publicación de octubre)                                   |
| 2019 | Marie Claire China                                          | (publicación de octubre)                                   |
| 2019 | L’Officiel China                                            | (publicación de octubre)                                   |
| 2019 | L’Officiel USA                                              | (publicación de octubre)                                   |
| 2019 | L’Officiel Paris                                            | (publicación de octubre)                                   |
| 2019 | GQ China                                                    | (tema: "All Eyes On You")                                  |
| 2019 | Harper’s Bazaar Art                                         | (publicación de septiembre)                                |
| 2019 | OK China                                                    | (publicación #184)                                         |
| 2019 | Vogue China                                                 | (publicación de septiembre)                                |
| 2019 | 出色 WSJ                                                    | (publicación de agosto)                                    |
| 2019 | VogueMe China                                               | junto a Sarah Brannon - (publicación de agosto)            |
| 2019 | Cosmopolitan China                                          | (publicación de julio)                                     |

### Eventos
| Año  | Título | Notas    |
| ---- | --- | -------- |
| 2021 | 2021 GQMOTY Person of the Year Cremony                                                                               | invitado |
| 2021 | 2020 Weibo Night | invitado |
| 2020 | "Believe In The Future" - Livestream Charity Concert                                                                 |          |
| 2020 | Hunan TV 2020 Spring Festival Gala                                                                                   |          |
| 2020 | 2019 Weibo Awards Ceremony                                                                                           |          |
| 2019 | Jiangsu TV - New Year’s Eve Gala (Jiangsu TV New Year Countdown Concert 2020)                                        |          |
| 2019 | 2019 Tencent Video Star Awards                                                                                       |          |
| 2019 | Esquire China’s 16th Man At His Best Award                                                                           |          |
| 2019 | Beijing 2022 Winter Olympic and Paralympic Winter Games’s Launch Ceremony for Global Recruitment of Games Volunteers |          |
| 2019 | 2019 Cosmo Glam Night                                                                                                |          |
| 2019 | 2020 iQiYi Scream Night                                                                                              |          |
| 2019 | Prada Foundation Exhibition                                                                                          |          |

## Tours
| Año  | Evento                                 | Notas |
| ---- | -------------------------------------- | ----- |
| 2019 | Kun One North America / U.K. Tour 2019 |       |

### Eventos
| Año  | Evento                 | Notas                  |
| ---- | ---------------------- | ---------------------- |
| 2019 | Global Car Night Event | invitado a interpretar |
| 2019 | New Year Celebrations  | invitado a interpretar |
| 2018 | Migu Music Awards      | invitado a interpretar |

## Embajador
El 10 de enero del 2019 fue oficialmente nombrado "Embajador de Buena Voluntad" de China y Jamaica, así como "Joven Líder Destacado" por la Embajada de Jamaica en Shanghái, China.
| Año  | Título        | Notas                 |
| ---- | ------------- | --------------------- |
| 2019 | Levi's        | Embajador             |
| 2018 | Aussie of P&G | Embajador Global      |
| 2018 | Vivo          | Embajador             |
| 2018 | L'OREAL PARIS | Embajador Promocional |

## Discografía
| Año  | Canción                     | Álbum                                                | Posición (Billboard China Top 100) | Notas                                                 |
| ---- | --------------------------- | ---------------------------------------------------- | ---------------------------------- | ----------------------------------------------------- |
| 2019 | The Lunar Song (一起笑出来) | OST de "The Knight of Shadows: Between Yin and Yang" | 1                                  | junto a Jackie Chan                                   |
| 2019 | My Motherland and I         | -                                                    | -                                  | (promocional para la película "My People My Country") |

### Sencillos
| Fecha de lanzamiento    | Título                  | Lista de canciones           | Posición (Billboard China Top 100) | Notas |
| ----------------------- | ----------------------- | ---------------------------- | ---------------------------------- | ----- |
| 2019                    | Hard to Get             | 1. Hard to Get               |                                    |       |
| 2019                    | Bigger                  | 1. Bigger                    | 31                                 |       |
| 2019                    | 没有意外 (No Exception) | 1. "没有意外 (No Exception)" | 18                                 |       |
| 2018                    | Wait Wait Wait          | 1. Wait Wait Wait            | 1                                  |       |
| 15 de diciembre de 2017 | I Wanna Get Love        | 1. I Wanna Get Love          |                                    |       |

### Extended plays
| Fecha de lanzamiento | Datos                                                                                              | Lista de canciones                                       |
| -------------------- | -------------------------------------------------------------------------------------------------- | -------------------------------------------------------- |
| 20 de agosto de 2019 | Título: 1 Lenguaje: Mandarín, chino Etiqueta: 永稻星娱乐 Formatos: CD, descarga digital, streaming | 1. "Pull Up" 2. "It's You" 3. "You Can Be My Girlfriend" |

### Otras canciones
| Año  | Título | Álbum                                                  | Notas                                                                                            |
| ---- | ------ | ------------------------------------------------------ | ------------------------------------------------------------------------------------------------ |
| 2020 | 战疫   | Lanzado por China Federation of Literary & Art Circles | (Canción y mensajes para apoyar a quienes luchan contra el coronavirus) - junto a otros artistas |

### NINE PERCENT

#### Álbum
| Fecha de lanzamiento    | Datos                | Lista de canciones |
| ----------------------- | -------------------- | --- |
| 20 de noviembre de 2018 | Título: To the NINEs | 1. Ruler Breaker (创新者) 2. I Need a Doctor 3. Good Things 4. Extraordinary 9% 5. Ei Oh Ei Oh 6. Let's Dance Together 7. Inseparable |

#### Sencillo
| Fecha de lanzamiento    | Título                |
| ----------------------- | --------------------- |
| 20 de noviembre de 2018 | Let's Dance Together  |
| 20 de noviembre de 2018 | Ei Oh Ei Oh           |
| 20 de noviembre de 2018 | Extraordinary 9%      |
| 20 de noviembre de 2018 | Good Things           |
| 16 de noviembre de 2018 | I Need a Doctor       |
| 9 de noviembre de 2018  | Rulerbreaker (创新者) |

### SWIN-S
| Fecha de lanzamiento  | Datos             | Lista de canciones                                                                                               |
| --------------------- | ----------------- | --- |
| 14 de octubre de 2016 | Título: New World | 1. Fantasy 2. New World 3. 明日路 (Road of Tomorrow) 4. For You 5. 只因你太美 (Just Because You're So Beautiful) |

## Premios y nominaciones
| Año  | Categoría                                    | Premio                                             | Trabajo        | Resultado |
| ---- | -------------------------------------------- | -------------------------------------------------- | -------------- | --------- |
| 2021 |                                              | 2nd Tencent Music Entertainment Award              | -              | Ganó      |
| 2020 | Upward Forces of the Year                    | GQ China 2020 Men of the Year Award                | -              | Ganó      |
| 2019 | All-Around Singer of the Year Award          | 2020 iQiYi Scream Night                            | -              | Ganó      |
| 2019 | Top Ten Golden Songs of The Year             | Chinese Top 10 Music Awards                        | Wait Wait Wait | Ganó      |
| 2019 | Most Popular Male Singer                     | Chinese Top 10 Music Awards                        | -              | Ganó      |
| 2019 | Goodwill Ambassador of China - Jamaica       | People's Republic of China                         |                | Ganó      |
| 2019 | Outstanding Youth Leader                     | People's Republic of China                         |                | Ganó      |
| 2018 | Music Star of the Year                       | Tencent Entertainment White Paper                  | -              | Ganó      |
| 2018 | New Power Character of the Year              | Tencent Entertainment White Paper                  | -              | Ganó      |
| 2018 | Most Artist's Fan Power Award                | Baidu Encyclopaedia                                | -              | Ganó      |
| 2018 | Today's Headline Idol of the Year            | Today's Headlines Annual Ceremony                  | -              | Ganó      |
| 2018 | Annual Headline Icon Of The Year             | Today's Headlines Annual Ceremony                  | -              | Ganó      |
| 2018 | Annual Artist with the Most Commercial Value | 1st SIR Movie Culture and Entertainment Conference | -              | Ganó      |
| 2018 | Popular Newcomer                             | 2018 Weibo Variety Awards                          | -              | Ganó      |
| 2018 | Popular Male Artist of The Year              | Sohu Fashion Awards                                | -              | Ganó      |
| 2018 | Peak Artist of the Year                      | Sogou IN Ceremony                                  | -              | Ganó      |
| 2018 | Annual Male Artist Popularity Award          | Sogou IN Ceremony                                  | -              | Ganó      |
| 2018 | RBT Singer of The Year                       | Migu Music Awards                                  | -              | Ganó      |
| 2018 | Golden Melody Award                          | Migu Music Awards                                  | Wait Wait Wait | Ganó      |
| 2018 | Man of The Year Award                        | 15th Esquire Man At His Best Awards                | -              | Ganó      |
| 2018 | Annual Idol Youth Award                      | Cosmo Beauty Ceremony                              | -              | Ganó      |
| 2018 | Newcomer Of The Year                         | GQ Men Of The Year Awards                          | -              | Ganó      |